# Humphrey Bogart
Humphrey DeForest Bogart, thường được biết tới với tên Humphrey Bogart (25 tháng 12 năm 1899 – 14 tháng 1 năm 1957) là một diễn viên người Mỹ. Tuy chỉ một lần giành Giải Oscar Nam diễn viên chính xuất sắc nhất nhưng ông được coi là một trong những diễn viên xuất sắc nhất của Hollywood, ông là người đứng đầu Danh sách 100 ngôi sao điện ảnh của Viện phim Mỹ. Những bộ phim đáng nhớ của Bogart là The Maltese Falcon (1941), Casablanca (1942), To Have and Have Not (1944) và The African Queen (1951). Tổng cộng ông đã xuất hiện trong 75 bộ phim điện ảnh. Điều đáng chú ý là tuy có một thời gian khá dài là diễn viên sân khấu, tham gia các bộ phim loại B hoặc nhận các vai phụ nhưng ngay khi nhận được những vai có đất diễn, Bogart đã nhanh chóng nắm bắt và trở thành một trong những ngôi sao lớn nhất mọi thời của Hollywood.

## Tiểu sử
Humphrey DeForest Bogart sinh tại thành phố New York vào đúng ngày Giáng sinh chuyển giao giữa hai thế kỉ 25 tháng 12 năm 1899. Humphrey là con cả trong gia đình của ông Belmont DeForest Bogart và bà Maud Humphrey. Ngày sinh của Bogart đã là một chủ đề gây tranh cãi trong thời gian dài vì nhiều người cho rằng chính hãng Warner Bros. đã nghĩ ra ngày sinh nhật của ông trùng với dịp Giáng sinh để lãng mạn hóa lý lịch của diễn viên này vì thực ra ông sinh ra gần 1 năm trước đó vào ngày 23 tháng 1 năm 1898. Giả thuyết này về sau đã bị bác bỏ vì tuy không có giấy khai sinh nhưng ngày sinh của Humphrey đã xuất hiện trên một tờ báo ở Boston vào đầu tháng 1 năm 1900, điều này ủng hộ việc ngôi sao Hollywood sinh ra vào khoảng tháng 12 năm 1899 chứ không phải là 1 năm trước đó. Người vợ cuối cùng của Bogart, nữ diễn viên Lauren Bacall sau này cũng luôn lấy ngày 25 tháng 12 là ngày sinh nhật của chồng mình.
Cha của Humphrey, ông Belmont là một nhà phẫu thuật có tài, còn mẹ ông là một họa sĩ công nghiệp nổi tiếng. Vì vậy gia đình Bogart sống rất sung túc trong một căn hộ ở khu Upper West Side và có một nhà riêng khác ở vùng nông thôn New York.
Bogart được bố mẹ cho vào học tại trường trung học Trinity School và sau đó là trường dự bị đại học danh tiếng Phillips Academy ở Andover, Massachusetts với hy vọng cậu sẽ đỗ vào Đại học Yale. Tuy nhiên năm 1918 Bogart lại bị đuổi khỏi Phillips Academy. Có nhiều giả thiết để giải thích cho vụ việc này, có người cho rằng Bogart đã ném hiệu trưởng xuống hồ ở khu ký túc, người khác lại nhắc tới việc Bogart thường xuyên hút thuốc, uống rượu trong khi lại có điểm số khá tệ và có thái độ không đúng mực với giáo viên.
Mùa thu năm 1918, Bogart gia nhập Hải quân Hoa Kỳ. Trong thời gian tại ngũ ông đã có vết sẹo nổi tiếng và dần hình thành giọng nói rất đặc biệt trong các bộ phim sau này.

## Sự nghiệp

### Sự nghiệp sân khấu
Sau khi rời quân ngũ, Bogart bắt đầu sự nghiệp sân khấu năm 1921 với các vai diễn ở nhà hát Brooklyn. Ông chưa bao giờ từng học diễn xuất hoặc được đào tào một cách chính quy, vì vậy ông thường không được coi trọng và phải nhận các vai nhỏ. Từ năm 1922 đến năm 1935 Bogart đã tham gia ít nhất 17 vở diễn của Sân khấu Broadway.
Năm 1934 Bogart tham gia vở kịch Invitation to a Murder, vai diễn của ông đã được nhà sản xuất Arthur Hopkins chú ý và Hopkins đã giới thiệu Bogart cho tác phẩm mới của Robert E. Sherwood, The Petrified Forest. Khi Bogart tới văn phòng của Hopkins, ông này nói ngay: "Tôi có một vai tốt cho anh. Một vai gangster". Robert Sherwood cũng ngồi đó và quả quyết rằng lựa chọn của Hopkins là sai lầm vì cho rằng ngoại hình của Bogart chỉ thích hợp với các vai cầu thủ bóng đá Mỹ. Sau này Bogart có nói: "Họ bắt đầu tranh cãi còn tôi thì nghĩ Sherwood có lẽ là đúng. Tôi không thể hình dung mình sẽ diễn một vai tay anh chị thế nào". Tuy nhiên The Petrified Forest cuối cùng lại là thành công rực rỡ cho Bogart với 197 buổi diễn chỉ riêng ở New York. Ông lớn của Hollywood Warner Bros. ngay lập tức mua bản quyền The Petrified Forest để dựng thành phim và Bogart được Leslie Howard, người đóng vai chính trong vở kịch và là bạn ông, giới thiệu vào lại vai tay anh chị Duke Mantee. Đây là vai diễn điện ảnh đầu tiên trong sự nghiệp của Bogart và ông không bao giờ quên sự giúp đỡ của Howard. Năm 1952 Bogart đã đặt tên cho đứa con gái duy nhất của mình là Leslie, lấy theo tên người bạn Leslie Howard đã chết trong Chiến tranh thế giới thứ hai.

### Khởi đầu sự nghiệp điện ảnh
Robert E. Sherwood sau đó vẫn tiếp tục là bạn thân của Bogart. Năm 1936, phiên bản điện ảnh của The Petrified Forest ra đời với những nhận xét tốt đẹp dành cho Humphrey Bogart. Tuy nhiên ngay sau đó ông bị đóng đinh với hình tượng một tay anh chị trong loạt phim hình sự của Warner Bros. Tính tổng cộng trong loạt phim Bogart đã phải lên ghế điện 12 lần, nhận 800 năm tù khổ sai với một lý lẽ đơn giản của ông chủ Waner, Jack Warner: Chừng nào phim còn kiếm được tiền, diễn viên còn được trả lương thì chả có lý do gì để mọi người phàn nàn cả!

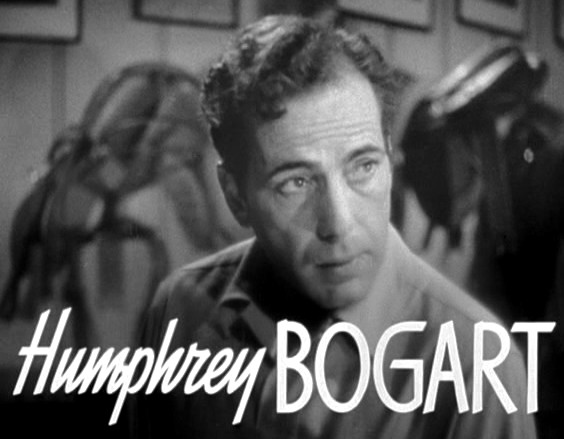
Dark Victory (1939), một trong những bộ phim cuối cùng Bogart phải đóng vai phụ

Năm 1938 hãng Warner Bros. giao cho Bogart một vai phụ trong Swing Your Lady, một năm sau đó là vai nhà khoa học điên khùng trong The Return of Doctor X. Ở giai đoạn hoàng kim, các hãng phim Hollywood thường ký hợp đồng độc quyền với các diễn viên, Bogart là diễn viên trực thuộc hãng lớn Warner Bros. và những nhà sản xuất của hãng này chẳng hề có ý định đưa ông trở thành một ngôi sao Hollywood mới. Ông thường xuyên phải nhận những vai phụ không hợp với khả năng (nếu không nhận vai, các diễn viên độc quyền có thể bị treo hợp đồng và ngừng diễn), tuy vậy Bogart vẫn làm việc chăm chỉ, trong khoảng thời gian từ năm 1936 đến 1940 cứ hai tháng ông lại đóng xong một bộ phim với các vai diễn chủ yếu là để làm nền cho các ngôi sao của Warner khi đó như James Cagney, Edward G. Robinson, Victor McLaglen, George Raft và Paul Muni.

### Ngôi sao Hollywood
High Sierra (1941) là bộ phim của đạo diễn Raoul Walsh do John Huston, một người bạn của Bogart chuyển thể kịch bản từ tiểu thuyết của William R. Burnett. Chính bộ phim này đã mang lại cho Bogart vai diễn mang tính đột phá, đó là vai phản diện "Chó điên" Roy Earle. Mặc dù vẫn "phải" chết ở cuối phim nhưng nhờ có đất diễn, Humphrey Bogart bắt đầu được khán giả hâm mộ.
Paul Muni và George Raft là những diễn viên đã từ chối vai diễn mà sau đó Bogart được nhận trong High Sierra. Năm 1941, Bogart lại một lần nữa được nhận vai do Raft để lại trong bộ phim đầu tiên John Huston đạo diễn, The Maltese Falcon (1941). Bogart đã diễn xuất rất tốt và nhanh chóng chinh phục khán giả bằng hình tượng một Sam Spade vừa nham hiểm, bạo lực, lại vừa đẹp trai, thông minh và luôn là người sống sót cuối cùng. Khi Sam Spade nhận ra người khách hàng quyến rũ của mình là kẻ sát nhân, anh ta đã giao nộp ngay cô cho cảnh sát và nói một đoạn thoại nổi tiếng: "Anh không quan tâm ai yêu ai. Anh không thể che giấu em được! Em đã giết Miles và em phải trả giá. Anh hy vọng người ta sẽ không treo em lên bằng cái cổ xinh đẹp này. Nếu em may mắn, em sẽ ra tù sau 20 năm và anh sẽ quay lại với em. Còn nếu người ta treo cổ em, anh sẽ luôn nhớ đến em".

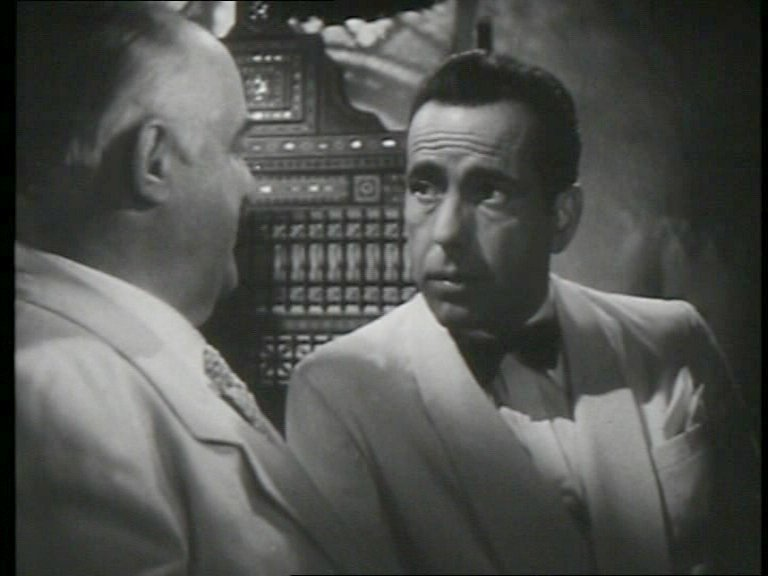
Humphrey Bogart trong Casablanca

Phải chờ đến năm 1942 Bogart mới có vai diễn thực sự theo phong cách lãng mạn đầu tiên, đó là vai Rick Blaine trong bộ phim huyền thoại Casablanca, cặp nhân vật do Humphrey Bogart - Ingrid Bergman trong tác phẩm của đạo diễn Michael Curtiz này sau đó đã trở thành một trong những cặp đôi nổi tiếng nhất trong lịch sử điện ảnh. Ngạc nhiên là ngoài đời, trong quá trình thực hiện Casablanca Bergman và Bogart lại là hai người khắc khẩu, nữ diễn viên gốc Thụy Điển đã nhận xét về bạn diễn của mình: "Tôi hôn anh ta nhưng tôi chưa bao giờ hiểu anh ta". Nhiều năm sau đó khi gặp lại nhau, Bogartnói: "Cô đã từng là một ngôi sao lớn nhỉ. Thế còn bây giờ cô là gì?", Bergman đã trả lời: "Một người đàn bà hạnh phúc". Lúc này Ingrid Bergman đã cưới đạo diễn người Ý Roberto Rossellini và có một đứa con. Casablanca đã giành Giải Oscar Phim hay nhất năm 1943 và sau này được coi là một trong những bộ phim xuất sắc nhất của điện ảnh Mỹ, tuy nhiên cả Bogart và Bergman đều không chiến thắng trong những hạng mục diễn xuất mà họ được đề cử.

### The African Queen

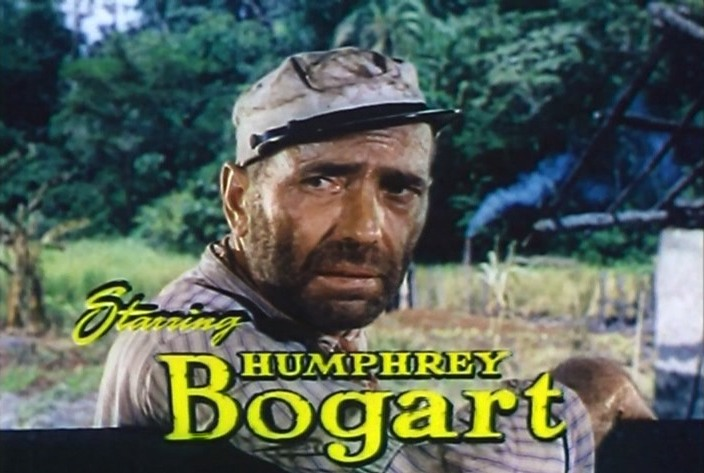
Bogart trong The African Queen

Năm 1951 Bogart đóng cặp với ngôi sao Katharine Hepburn trong bộ phim The African Queen do người bạn thân của ông là John Huston đạo diễn. Với bối cảnh là châu Phi, việc quay phim diễn ra rất khó khăn khi cả đoàn làm phim, trừ Bogart và Huston đều bị mắc bệnh lỵ. Bogart đã giải thích rằng: "Tôi đã xây một bức tường vững chắc bằng rượu Scotch để ngăn cách mình với lũ sâu bọ. Bất cứ con muỗi nào đốt tôi, nó sẽ chết vì say rượu".
The African Queen là bộ phim màu Technicolor đầu tiên của Bogart. Sau này ông còn tham gia các bộ phim màu khác là The Caine Mutiny, The Barefoot Contessa, We're No Angels và The Left Hand of God. Vai diễn Charlie Alnutt đã đem lại cho Humphrey tượng vàng Oscar duy nhất trong sự nghiệp năm 1951 (cho hạng mục Vai nam chính). Trước lễ trao giải Bogart đã tuyên bố với bạn bè rằng nếu là người chiến thắng, ông sẽ phá vỡ quy ước cảm ơn khi lên nhận giải vì: "Tôi chả nợ ai cái gì! Tôi nhận được giải thưởng này vì đã làm việc chăm chỉ và chú tâm vào vai diễn!". Nhưng cuối cùng thì trong bài phát biểu Humphrey Bogart cũng ngỏ lời cảm ơn John Huston, Katharine Hepburn và cả đoàn làm phim.

### Những vai diễn cuối cùng

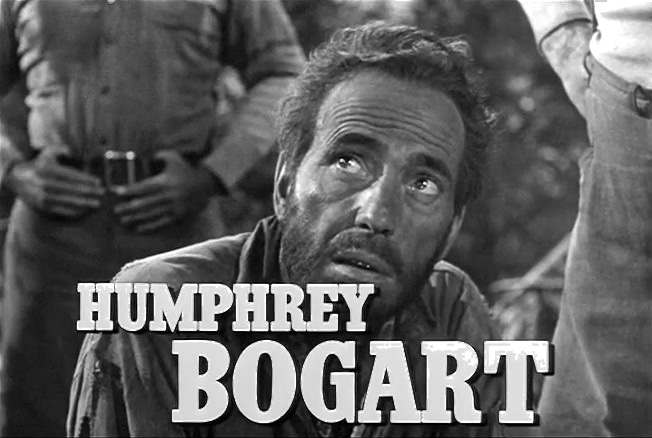
Bogart trong Treasure of the Sierra Madre (1948)

Năm 1954 Bogart vào vai Thuyền trưởng Queeg một cách xuất sắc trong tác phẩm của Edward Dmytryk The Caine Mutiny. Cũng trong năm này ông còn có hai vai diễn tinh tế khác trong Sabrina của đạo diễn Billy Wilder (ông đóng cặp với một huyền thoại màn bạc khác là Audrey Hepburn) và The Barefoot Contessa của đạo diễn Joseph Mankiewicz.
Sự nghiệp của Bogart chỉ chấm dứt vào năm 1955 vì lý do sức khỏe. Trong năm này ông đã tham gia 4 bộ phim, The Left Hand of God (1955), We're No Angels, The Desperate Hours và The Harder They Fall. The Harder They Fall (phát hành năm 1956) là tác phẩm điện ảnh cuối cùng có sự xuất hiện của Humphrey.

### Truyền hình
Bogart đôi khi cũng xuất hiện trên truyền hình. Ông đã tham gia chương trình phỏng vấn The Jack Benny Show và Person to Person của Edward R. Murrow. Bogart và Bacall cũng từng xuất hiện chung trong chương trình truyền hình màu rất hiếm của hãng NBC năm 1955.

## Đời tư

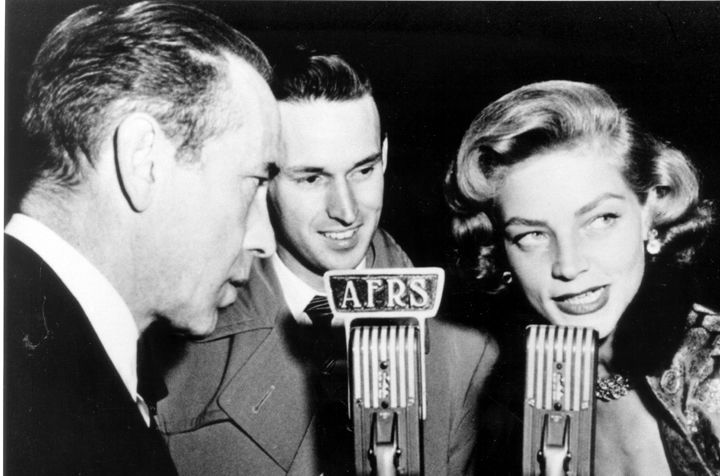
Bogart và Bacall trong một cuộc phỏng vấn thời kì Thế chiến thứ 2

### Bogart và Bacall
Tuy đã kết hôn tới 4 lần nhưng mãi tới cuộc hôn nhân cuối cùng với Lauren Bacall (mà ông hay gọi thân mật là "Baby"), Bogart mới thực sự tìm được hạnh phúc. Hai người gặp nhau trong quá trình quay bộ phim To Have and Have Not. Hai người cưới nhau một năm sau đó vào ngày 21 tháng 5 năm 1945 tại Lucas, Ohio và dọn về một biệt thự sang trọng ở Holmby Hills, nằm giữa một khu căn hộ sang trọng gần Beverly Hills và Bel-Air, trong số hàng xóm của họ có ngôi sao Judy Garland.
Ngày 6 tháng 1 năm 1949, Lauren Bacall sinh hạ một đứa con trai, Stephen Humphrey Bogart, và giúp Bogart cuối cùng cũng được trở thành một ông bố ở tuổi 49. Ngày 23 tháng 8 năm 1952, hai vợ chồng có đứa con thứ hai, Leslie Howard Bogart, tên đứa trẻ được đặt theo tên diễn viên người Anh Leslie Howard, người đã bị giết trong Chiến tranh thế giới thứ hai.
Mối quan hệ giữa Bogart và Bacall là trung tâm của bộ phim noir (film noir) xuất sắc The Big Sleep. Sau này Bacall đã viết về Bogart: "Bạn phải luôn tỉnh táo khi lấy anh ấy. Cứ mỗi lần tôi nghĩ mình có thể nghỉ ngơi và làm mọi thứ mình muốn, anh ấy lại gây chuyện. Chẳng thể nào mà đoán trước được phản ứng của Bogart, kể cả khi bạn hiểu anh ấy rất rõ".

### Vụ việc gấu trúc
Năm 1950, Bogart và người bạn Bill Seeman tới hộp đêm El Morocco ở New York, trong trạng thái say xỉn, hai người đã đặt mua hai con gấu trúc nhồi nặng chừng 10 kg vì cho rằng chúng là đồ tốt. Bogart và Seeman đặt luôn hai con gấu nhồi ở ghế và tiếp tục uống rượu. Hai người phụ nữ ở hộp đêm khi nhìn thấy mấy con gấu trúc đã tiến tới cầm chúng lên rồi họ lập tức ngã ra sàn nhà. Sáng hôm sau nhà chức trách thành phố đánh thức Bogart dậy để đưa lệnh triệu tập vì tội tấn công người khác. Mặc dù biết giới truyền thông sắp cuồng lên vì tin tức này, Humphrey vẫn thản nhiên gặp họ trong bộ đồ ngủ và chưa cạo râu, ông trả lời phỏng vấn rằng: "Hai cô gái đó cứ kêu toáng lên trong khi chẳng ai bị thương cả vì tôi có đánh ai đâu. Nếu mấy cô đó ngã xuống sàn thì chắc là vì họ không thể đứng được". Cùng lúc đó, báo Time ghi nhận rằng các "nạn nhân" quả thực có 3 vết thâm tím.
Tuy nhiên sau khi được triệu ra tòa, những người phụ nữ này đã thừa nhận đã chạm vào mấy con gấu và thẩm phán John R. Starkey đã ra phán quyết rằng Bogart chỉ bảo vệ tài sản riêng của ông và có lẽ ngôi sao này đã bị "bẫy" để quảng cáo cho hộp đêm, lời kết tội Bogart bị hủy bỏ.

### Qua đời
Từ giữa thập niên 1950 sức khỏe của Bogart bắt đầu sa sút. Thậm chí trong lần ký hợp đồng dài hạn với hãng Warner Bros., ông còn nhận xét vui rằng chắc mình sẽ chết trước khi hợp đồng mới này chấm dứt, điều này đã làm ông chủ của Warner Bros., Jack Warner, nổi giận với luật sư của Bogart. Sự thực thì với tiền sử hút thuốc lá và uống rượu, Humphrey Bogart đã mắc ung thư thực quản, tuy nhiên ông không công bố bệnh tật và cũng từ chối trị liệu. Mãi đến tháng 1 năm 1956 ông mới chịu đến bác sĩ để cắt bỏ thực quản khi mọi chuyện đã quá muộn. Tại bệnh viện, khi Katharine Hepburn và Spencer Tracy đến thăm, Bogart đã quá yếu tới mức không thể đi lên xuống cầu thang. Hepburn sau đó đã miêu tả lại lần cuối cùng bà và Tracy nhìn mặt Bogart (trong đêm trước khi ông qua đời): "Spence vỗ nhẹ vào vai anh ấy và nói, 'Chúc ngủ ngon, Bogie'. Bogie lặng lẽ nhìn Spence, mỉm cười và nói, 'Tạm biệt, Spence'. Trái tim Spence như ngừng lại, anh ấy hiểu."
Ngôi sao lớn Humphrey Bogart qua đời vào 2 giờ 25 phút sáng ngày 14 tháng 1 năm 1957, khi đó ông chỉ còn cân nặng 36 kg và đã lâm vào trạng thái hôn mê sâu. Ông qua đời tại nhà riêng ở 232 Mapleton Drive trên Holmby Hills, California, gần Hollywood. Đám tang của Bogart được tổ chức tại nhà thờ All Saints Episcopal Church với phần nhạc của các soạn giả được ông yêu thích là Johann Sebastian Bach và Claude Debussy. John Huston là người đọc điếu văn cho Bogart. Tro hỏa táng của Humphrey Bogart được cất giữ tại nghĩa trang Forest Lawn Memorial Park Cemetery ở Glendale, California. Chôn cất cùng ông là một chiếc còi nhỏ bằng vàng, chiếc còi mà ông đã tặng cho người vợ tương lai Lauren Bacall trước khi hai người làm đám cưới, trên chiếc còi có khắc câu nói gợi nhớ đến bộ phim đóng chung đầu tiên của Bogart và Bacall: "Nếu em muốn bất cứ điều gì, chỉ cần huýt còi - If you want anything, just whistle".
Dấu tay và dấu chân của Humphrey Bogart được ghi lại ở tiền sảnh nhà hát Grauman's Chinese Theater, ông cũng có một ngôi sao ở con đường Hollywood Walk of Fame.